# 가지 아질 알야와르
가지 마샬 아질 알야와르(아랍어: غازي مشعل عجيل الياور, 1958년 ~ ) 이라크의 정치인이다.
이라크 전쟁으로 사담 후세인 정권이 붕괴된 후 미군정에서 이라크 과도통치위원회(Iraqi Governing Council) 의장을 역임했다. 2004년, 이라크 주권을 돌려받으며, 임시 이라크 대통령에 취임했다.
| 전임 (연합 과도 행정처 최고 행정관)폴 브레머 | 이라크의 임시 대통령 2004년 6월 28일 ~ 2005년 4월 7일 | 후임 잘랄 탈라바니 |